# Pallavolo Modena
Casa Modena is de naam van het Serie A1-team van Pallavolo Modena een Italiaanse volleybalclub uit Modena. De club komt uit op het hoogste niveau in Italië en is opgericht in 1966.

## Selectie 2010/11
Trainer: Silvano Prandi  ITA
| No. | Naam                      | Land     | Positie         |
| --- | ------------------------- | -------- | --------------- |
| 1   | Loris Manià               | ITA      | Libero          |
| 2   | Edoardo Ciabattini        | ITA      | Libero          |
| 3   | Marco Fabroni             | ITA      | Spelverdeler    |
| 5   | Wytze Kooistra            | NED      | Middenaanvaller |
| 7   | Angel Dennis              | CUB/ ITA | Diagonaal       |
| 8   | Yuriy Berezhko            | RUS      | Passer-loper    |
| 9   | Dick Kooy                 | NED      | Passer-loper    |
| 11  | Alberto Casadei           | ITA      | Diagonaal       |
| 14  | Mikko Esko                | FIN      | Spelverdeler    |
| 15  | Sebastian Creus Larry     | ARG/ ITA | Middenaanvaller |
| 16  | Cristian Casoli           | ITA      | Passer-loper    |
| 17  | Luiz Augusto Diaz Mayorca | VEN      | Passer-loper    |
| 18  | Cosimo Marco Piscopo      | ITA      | Middenaanvaller |